# 大統領部隊感状 (アメリカ合衆国)
大統領部隊感状（だいとうりょうぶたいかんじょう、英語: Presidential Unit Citation, PUC）はアメリカ軍および同盟国軍の部隊に対し、敵勢力との戦闘における非凡な英雄的行為を称えて授与される表彰。もともとは殊勲部隊章（しゅくんぶたいしょう、英語: Distinguished Unit Citation）と呼ばれていた。

## 概要
この表彰は、真珠湾攻撃の日であり、アメリカが第二次世界大戦に参戦した日である1941年12月8日からの功績を対象にしている。この表彰を受賞するには、極めて困難で危険な状況下において、同じ作戦に参加する他の部隊とは一線を画す勇敢さ、決意、団結力を示さなければならない。
この表彰は、フランクリン・ルーズベルト大統領による大統領令9075号によって1942年2月26日に制定され、1941年12月7日まで遡って適用された。2008年までに、第二次世界大戦、朝鮮戦争、ベトナム戦争、イラク戦争、アフガニスタン紛争などの戦闘で授与されている。
大統領部隊感状の授与に求められる英雄的行為の程度は、殊勲十字章、あるいは海軍十字章、空軍十字章、沿岸警備隊十字章などの受賞に値する功績と同等とされる。場合によっては、大統領部隊感状を受賞した部隊に所属する個人が、表彰対象となった行為によって個人の勲章を受賞することもある。
大統領部隊感状を最も多く受賞した部隊は、潜水艦パーチーと第1海兵師団で、どちらも9回受賞している。

## 制定と形式

### 陸軍・空軍・宇宙軍
陸軍の大統領部隊感状は1942年2月26日、大統領令9075号により制定され、続く大統領令9396号によって改正されたことで殊勲部隊章が制定された。そして1966年11月3日に現在の名称に改称された。他の部隊表彰と同様に、大統領部隊感状は他の記章よりも大きいサイズであり、制服の右胸に着用される。表彰対象となった作戦に従事していたかどうかにかかわらず、大統領部隊感状を授与された部隊に配属されているすべての人員は在籍中は記章を着用することができる。表彰対象となった行為が行われた時点でその部隊に所属していた者のみが、恒久的に記章を着用する権利を持つ。陸軍、空軍、宇宙軍の記章はともに、金で縁取られた青いリボンである。
空軍・宇宙軍の殊勲部隊章は、1947年に空軍が独立した軍種となった後に陸軍のそれを基に制定された。1957年1月10日の大統領令10694号に基づき、空軍省は殊勲部隊章を「大統領部隊感状」と改称した。空軍と宇宙軍の大統領部隊感状は陸軍と同じデザインだが、空軍と宇宙軍の他の記章に合わせ少し小さくなっている。空軍及び宇宙軍でも、受章部隊の全員が在籍中は記章を着用することができ、表彰対象となった行為が行われた時点でその部隊に所属していた者のみが、恒久的に記章を着用する権利を有する。また、除隊または退役する前の最後の勤務地で大統領部隊感状を受章していた場合、その隊員は引き続き記章を着用することが認められる。
表彰を受けた部隊の旗には、長さ1.2 m, 幅7 cm の青いストリーマーが付加される。陸軍においては、この形での表彰を受けるのは大隊以上の規模の部隊であることがほとんどである。

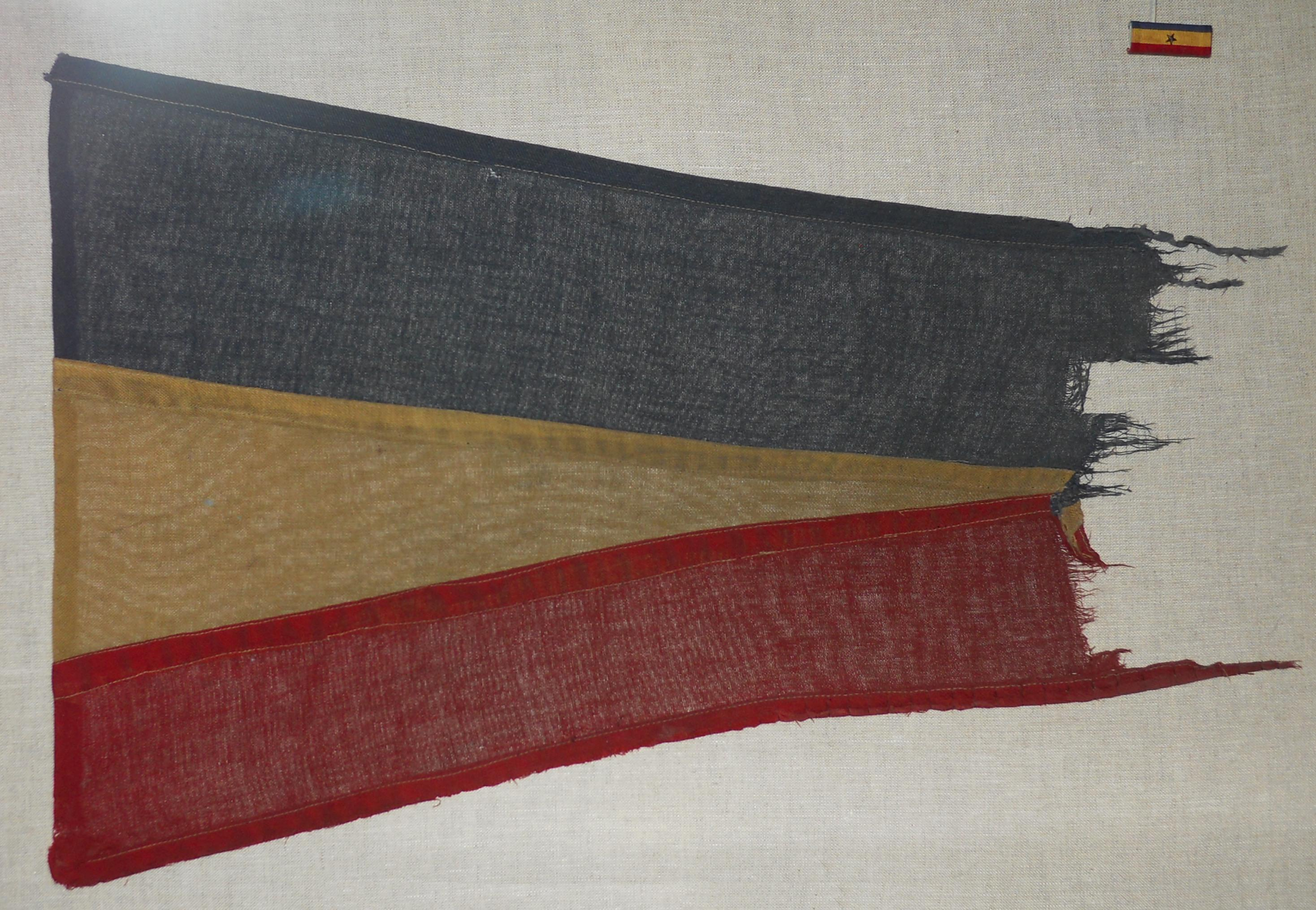
海軍第22.3任務群に授与された大統領部隊感状

### 海軍・海兵隊
海軍及び海兵隊の部隊に対する「戦闘における優れた功績」を称える表彰は、1942年2月6日の大統領令9050号において制定された。
海軍の大統領部隊感状はネイビーブルー、黄、赤の横縞模様である。この表彰は一般に「大統領部隊感状 (Presidential Unit Citation )」と呼ばれるが、「海軍大統領部隊感状 (Navy Presidental Unit Citation )」或いは「海軍及び海兵隊大統領部隊感状 (Navy and Marine Presidental Unit Citation )」とも呼ばれる。この記章は、表彰が行われた期間に該当部隊に所属していた兵士のみが着用できる。陸軍では、表彰期間後に該当部隊に配属された者も在籍中は記章を着用できるが、海軍ではそのような措置は存在しない。
ALNan 137-43によると、初回の受章では青いエナメルの星が記章に付与され、その後の受章で星が追加されていく。しかし、1945年に海軍長官が硫黄島の戦いでの大統領部隊感状を授与した際には、「部隊に所属または勤務するすべての者」という記述が削除された。1949年には、初回受章では星を付けず、2回目以降の受章でブロンズスターが付加されていくように変更が加えられた。

#### USSノーチラス
1958年、原子力潜水艦ノーチラスが初の北極点水中航行を達成したことを記念し、航海に参加した全乗組員には"N"デバイスが付いた大統領部隊感状が授与された。コネチカット州グロトンにある潜水艦部隊図書館・博物館に配属された兵士も、在籍中は"N"デバイス付きの大統領部隊感状を着用することが認められている。
2014年時点で、同様のデバイスが核抑止作戦記章にも使用される可能性があるとされており、ICBM作戦を直接支援する人員のうち、累計179日間以上ミサイル複合施設に配備される者に授与される。

#### USSトライトン
原子力潜水艦トライトンが世界初の世界一周潜水航行を達成（サンドブラスト作戦）したことを記念し、航海に参加した全乗組員には金色の地球儀型デバイスを付けた大統領部隊感状が授与された。

### 沿岸警備隊
アメリカ沿岸警備隊の部隊は、対象となった行為時に支援していた軍種に基づき海軍、若しくは沿岸警備隊の大統領部隊感状を授与される可能性がある。
沿岸警備隊の大統領部隊感状は、「国土安全保障省大統領部隊感状 (Department of Homeland Security Presidential Unit Citation )」と呼ばれる。沿岸警備隊の最初の大統領部隊感状は、1957年1月10日にドワイト・D・アイゼンハワー大統領によって出された大統領令10694号で規定された。そしてジョージ・W・ブッシュ大統領による大統領令13286号の第74条によって、沿岸警備隊大統領部隊感状の授与権限が国土安全保障省長官に移譲された。

#### 特別な記章
2005年8月29日から9月13日にかけてのハリケーン・カトリーナによる被害への救援活動に従事したすべての沿岸警備隊員と補助隊員に対して大統領部隊感状が授与された。この表彰を受けた隊員は、ハリケーンの記号を模した形のデバイスを付けた記章を着用することが認められている。

### 公衆衛生局士官部隊
アメリカ公衆衛生局の大統領部隊感状は、2015年に紋章学研究所によりデザインが決定され、制定された。同年8月17日、バラク・オバマ大統領は2014年の西アフリカエボラ出血熱流行における公衆衛生局士官部隊の活躍に対して大統領部隊感状を授与した。2021年1月19日には、ドナルド・トランプ大統領が新型コロナウイルスの世界的流行への対応に対し、公衆衛生局士官部隊のすべての将校に大統領部隊感状を授与した。この際、2回目の受章であることを示すために記章の周囲に金色の枠が追加された。